# Chaumes-en-Retz
Chaumes-en-Retz is een gemeente in het Franse departement Loire-Atlantique (regio Pays de la Loire). De plaats maakt deel uit van het arrondissement Saint-Nazaire. Chaumes-en-Retz is op 1 januari 2016 ontstaan door de fusie van de gemeenten Arthon-en-Retz en Chéméré. Chaumes-en-Retz telde op 1 januari 2022 7.288 inwoners.

## Geografie
De oppervlakte van Chaumes-en-Retz bedroeg op 1 januari 2022 76,55 vierkante kilometer; de bevolkingsdichtheid was toen 95,2 inwoners per km².

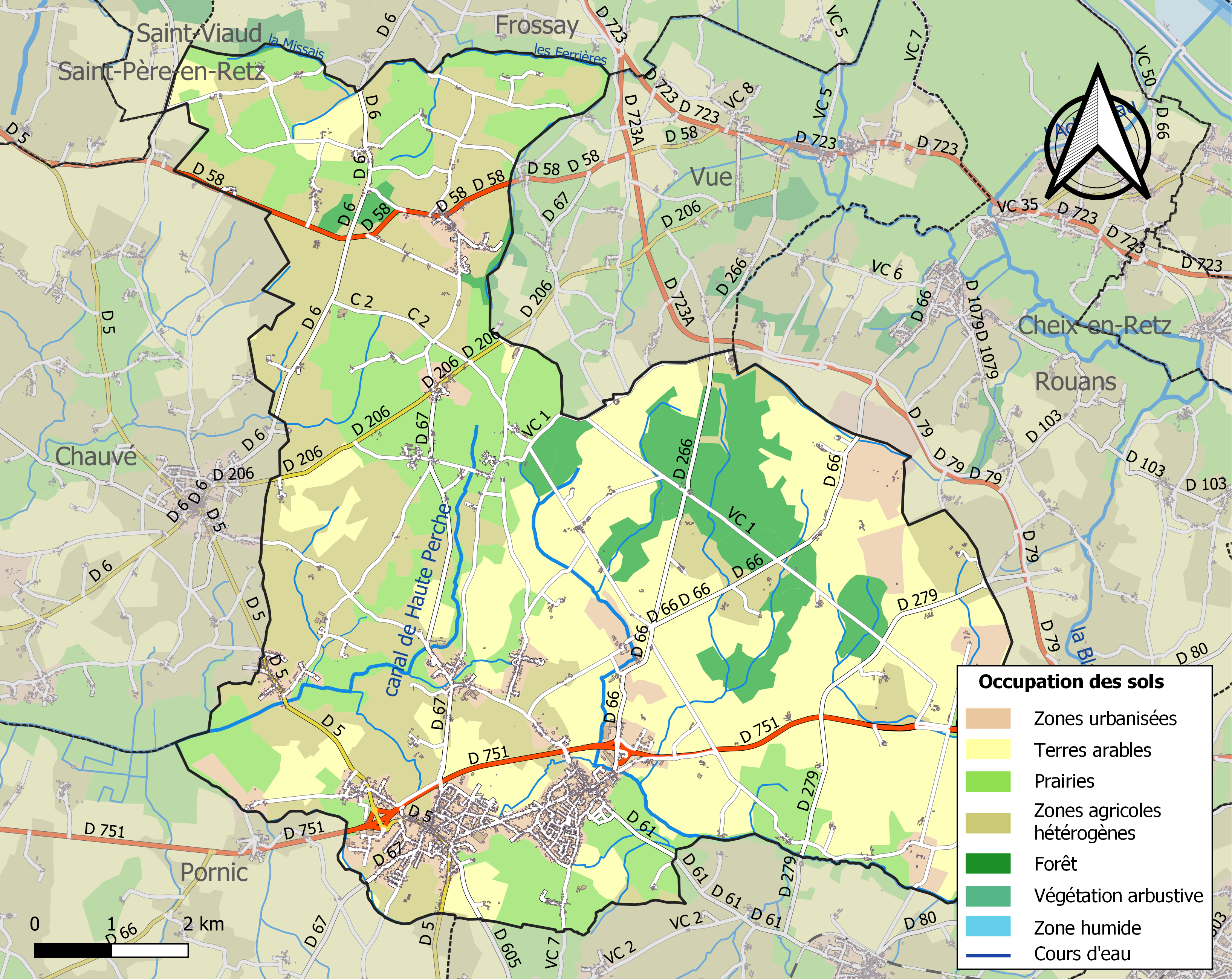
Kaart van de gemeente met de belangrijkste infrastructuur, bodemgebruik en omliggende gemeenten